# L'Esprit du judo

L'Esprit du judo est un livre de Jean-Lucien Jazarin sorti en 1968.
Ce livre fait comprendre que les arts martiaux ne sont pas qu'un sport mais une véritable manière de vivre. Témoignage des débuts de Jean-Lucien Jazarin en tant que ceinture noire, à l'époque des pionniers du judo et des arts martiaux en France. Riche en anecdotes, il décrit les enseignements spirituels de ses maîtres orientaux.

## Édition
L'Esprit du judo, Budo éditions, 1968, n° 401, 256 pages. Réédition 1997  (ISBN 2-908580-52-7)